# Propylacetat
Propylacetat eller propyletanoat är en ester av propanol och ättiksyra med en fruktaktig doft och formeln CH3COOC3H7.

## Framställning
Propylacetat framställs genom förestring av propanol och ättiksyra med svavelsyra som katalysator.

## Användning
Propylacetat används som lösningsmedel i olika typer av lacker, hartser och cellulosanitrat. 